# Adriano Domínguez (actor)
Adriano Domínguez Fernández (León, 4 de gener de 1920 - Madrid, 9 de maig de 2008) va ser un actor espanyol, amb una llarguísima carrera en el teatre, cinema, televisió i doblatge.

## Biografia
Nascut en León el 4 de gener de 1920. Fill dels actors Luisa María Hinojosa i José Domínguez. Va començar la seva carrera en el periodisme i Facultat de Filosofia i Lletres, però la seva afició en l'espectacle abandonaria els seus estudis i començaria la seva activitat en el teatre, primer ingressaria en el Teatre Espanyol Universitari (TEU), va romandre diversos anys com a estudiant fins a en 1939.
Una vegada finalitzada la seva carrera com a estudiant, treballaria en les companyies d'Antonio Vico i José Isbert, a principis dels anys 40. Adriano Domínguez en 1942 es va integrar en la companyia del teatre Infanta Isabel, en la qual actuaven Rafael Rivelles, María Fernanda Lladre de Guevara, Tina Gascó i Fernando de Granada. Posteriorment, va estar en Ràdio Nacional d'Espanya davant els micròfons de la qual va conrear la poesia. Per fi, va passar a la companyia del Teatre Español, on es va produir la seva consagració com a actor. La seva última actuació en la companyia del Teatre Nacional va ser en l'obra Historia d'una escala, d'Antonio Buero Vallejo, en la qual va collir un veritable triomf. En 1943 ingressaria definitivament en el Teatre María Guerrero i en aquest mateix any debutaria en un petit paper en l'obra Ni pobra ni ric, sinó tot el contrari. Anys més tard la seva especialitat en el teatre participaria en centenars de funcions, ens algunes obres en les va actuar cal destacar com a Plaça d'Orient (1948), de Joaquín Calvo Sotelo, Don Juan Tenorio (1949), de José Zorrilla, El calendari que va perdre set dies (1950), d'Enrique Suárez de Deza, Ha arribat Don Joan (1952), de Jacinto Benavente, Don Juan Tenorio (1953), de José Zorrilla i El cas del senyor vestit de violeta (1954), de Miguel Mihura, Avui és festa (1956) d'Antonio Buero Vallejo. Va treballar en comèdies com El seu amant emmanilla (1966), de Jacinto Benavente i No entenc al meu marit (1968), d'Alan Ayckbourn, ambdues al costat d'Isabel Garcés.
En 1945 va debutar al cinema a les mans del director Antonio Román, en la pel·lícula Els últims de Filipines, immediatament es converteix en un dels més prolífics del cinema espanyol gairebé sempre en papers secundaris al llarg de quatre dècades amb una brillant carrera cinematogràfica de cent cinquanta títols que en la dècades de 1950 i 1960 va ser quan va intervenir en títols tan celebris del cinema espanyol com Agustina d'Aragó (1950), de Juan d'Orduña, Històries de la ràdio (1955), de José Luis Sáenz d'Heredia, Marcelino, pa i vi (1955) i El meu oncle Jacinto (1956), ambdues de Ladislao Vajda i Plácido (1961), de Luis García Berlanga i treball en algunes pel·lícules de l'anomenat Spaghetti western. A causa del seu registre còmic i dramàtic li porto a portar a interpretar papers clau en algunes destacades pel·lícules de Fernando Fernán Gómez com El viatge a cap part (1986). Es va casar per primeres nupcias amb l'Elisa Guerrero durant una gira teatral i va tenir tres fills Alfredo, Leonor i Gustavo. Al llarg dels anys 60 treballa com a actor de doblatge, en diverses ocasions doblegant a l'actor nord-americà Henry Fonda, entre d'altres. Va formar part del quadre d'actors de Ràdio Nacional d'Espanya en 1965. Ja avançada la dècada de 1960 intervé en la televisió, ja que va ser un rostre assidu en espais dramàtics destacant com a Estudi 1, Novel·la, Primera fila o Teatre de família. En 1997 degut la seva avançada edat es retiraria definitivament dels escenaris.
Va morir en la nit el 9 de maig de 2008 al seu domicili a Madrid, als 88 anys d'un atac al cor poc després d'haver patit d'una llarga malaltia. Va ser guardonat amb un TP d'Or de 1994 i Premi Nacional de Teatre, en 1991 i 1998. Medalla d'Or al Mèrit en les Belles arts (1998) i Medalla d'Or al Mèrit en el Treball (2001) per la seva dilatada trajectòria professional.
Aquesta enterrat en el Cementiri de l'Almudena.